# Женис (Мактааральский район)
Женис (каз. Жеңіс) — село в Мактааральском районе Туркестанской области Казахстана. Входит в состав Жанажолского сельского округа. Код КАТО — 514455300.
Самый южный населенный пункт Казахстана.

## Население
В 1999 году население села составляло 1492 человека (752 мужчины и 740 женщин). По данным переписи 2009 года, в селе проживало 1836 человек (910 мужчин и 926 женщин).